# Iunie 1985
Acest articol este generat integral pe baza informațiilor din articolul 1985 și este actualizat periodic de un robot.
 Editările făcute în articol vor fi șterse la următoarea actualizare! Dacă doriți să faceți modificări, editați articolul-sursă.

ianuarie -
februarie -
martie -
aprilie -
mai -
iunie -
iulie -
august -
septembrie -
octombrie -
noiembrie -
decembrie
Iunie 1985 a fost a șasea lună a anului și a început într-o zi de sâmbătă.

## Evenimente
- 15 iunie: A avut loc, la Ploiești, ultimul spectacol al Cenaclului Flacăra, interzis de către autoritățile comuniste.

## Nașteri
- 1 iunie: Shuto Yamamoto, fotbalist japonez
- 2 iunie: Petrit Çeku, muzician albanez
- 3 iunie: Papiss Cissé, fotbalist senegalez
- 3 iunie: Łukasz Piszczek, fotbalist polonez
- 4 iunie: Leon Botha, artist sud-african (d. 2011)
- 4 iunie: Lukas Podolski, fotbalist german
- 5 iunie: Rubén de la Red, fotbalist spaniol
- 6 iunie: Sota Hirayama, fotbalist japonez
- 6 iunie: Sebastian Larsson, fotbalist suedez
- 6 iunie: Drew McIntyre, wrestler britanic
- 6 iunie: Ian McNabb, arbitru nord-irlandez de fotbal
- 7 iunie: Damien Boudjemaa, fotbalist francez
- 7 iunie: Mihaela și Gabriela Modorcea, cântărețe române (Indiggo)
- 7 iunie: Kenny Cunningham, fotbalist costarican
- 8 iunie: Sofia Velikaia, scrimeră rusă
- 9 iunie: Paula Todoran, atletă română
- 10 iunie: Kaia Kanepi, jucătoare estoniană de tenis
- 10 iunie: Vasilis Torosidis, fotbalist grec
- 10 iunie: Adrian Voiculeț, fotbalist român
- 11 iunie: Mitică-Marius Mărgărit, politician român
- 11 iunie: Ives (Ives Antero De Souza), fotbalist brazilian
- 11 iunie: Blaže Todorovski, fotbalist macedonean
- 12 iunie: Dave Franco, actor american
- 13 iunie: Gérson Magrão (Gérson Alencar Lima Jr.), fotbalist brazilian
- 14 iunie: Alexa (Alexandra Ana-Maria Niculae), cântăreață română
- 15 iunie: Nadine Coyle (Nadine Elizabeth Louise Coyle), muziciană irlandeză
- 16 iunie: Cristina Buccino, fotomodel italian
- 16 iunie: Seydou Doumbia, fotbalist ivorian
- 16 iunie: Joël Dicker, scriitor elvețian de limbă franceză
- 17 iunie: Marcos Baghdatis, jucător cipriot de tenis
- 18 iunie: Alex Hirsch (Alexander Robert Hirsch), storyboard american, producer, voice actor
- 18 iunie: Sebastian-Ioan Burduja, politician român
- 19 iunie: Chikashi Masuda, fotbalist japonez
- 21 iunie: Kazuhiko Chiba, fotbalist japonez
- 21 iunie: Lana Del Rey (n. Elizabeth Woolridge Grant), cântăreață și compozitoare americană
- 24 iunie: Diego Alves (Diego Alves-Carreira), fotbalist brazilian (portar)
- 25 iunie: Piotr Celeban, fotbalist polonez
- 25 iunie: Lucian Chețan, fotbalist român
- 25 iunie: Ștefan-Ovidiu Popa, politician român
- 26 iunie: Cristian Bud, fotbalist român
- 26 iunie: Ana Ularu, actriță română
- 27 iunie: Renzo Agresta, scrimer brazilian
- 27 iunie: Svetlana Kuznețova, jucătoare rusă de tenis
- 27 iunie: Vlatko Lozanoski, cântăreț macedonean
- 28 iunie: Ovidiu Stoianof, fotbalist român
- 28 iunie: Liasan Utiașeva, sportivă rusă (gimnastică ritmică)
- 29 iunie: Szabolcs Székely, fotbalist român
- 30 iunie: Michael Phelps, înotător american
- 30 iunie: Pintassilgo, fotbalist portughez
- 30 iunie: Sorin Rădoi, fotbalist român
- 30 iunie: Cody Rhodes (Cody Garrett Runnels), wrestler american

## Decese
- 6 iunie: Vladimir Jankélévitch, 81 ani, filosof francez (n. 1903)
- 12 iunie: Katinka Andrássy, 92 ani, contesă maghiară, soția premierului Mihály Károlyi (n. 1892)